# Blog Torrent
Blog Torrent là một trình khách BitTorrent phục vụ chủ yếu các trang web cá nhân (blogger) và những người có ít am hiểu về kỹ thuật.
Không giống như hầu hết các trình khách BitTorrent khác, Blog Torrent không yêu cầu điều khiển máy chủ tên miền hoặc mở một cổng riêng cho chương trình, nó hoạt động trên máy chủ web ngẫu nhiên, nó cho phép blogger chia sẻ tệp họ có mà không cần lo lắng tìm một máy theo dõi ổn định.
Blog Torrent là một trình khách tải tệp theo giao thức BitTorrent rất đơn giản. Nó cho phép người dùng hệ điều hành Windows tải tệp torrent mà không cần cài thêm bất cứ phần mềm BitTorrent đặc biệt nào.
Blog Torrent không được phổ biến trong cộng đồng người dùng chia sẻ tệp vì nó tăng băng thông máy chủ và dịch vụ máy chủ phim miễn phí, ví dụ Google Video. Nhưng nếu là phim rất lớn thì nó thực sự là một lựa chọn tốt vì tính đơn giản và hiệu quả.